# Nyagasasa
Nyagasasa är ett vattendrag i Burundi.   Det ligger i provinsen Ruyigi, i den centrala delen av landet, 110 km öster om huvudstaden Bujumbura.
Omgivningarna runt Nyagasasa är en mosaik av jordbruksmark och naturlig växtlighet. Runt Nyagasasa är det ganska tätbefolkat, med 134 invånare per kvadratkilometer.